# Liste der Einträge im National Register of Historic Places im Guthrie County

Lage des Guthrie County in Iowa

Die Liste der Einträge im National Register of Historic Places im Guthrie County in Iowa führt die Bauwerke und historischen Stätten im Guthrie County auf, die in das National Register of Historic Places aufgenommen wurden.

## Legende
| NRHP | Historic Place    |
| HD   | Historic District |

## Aktuelle Einträge
| [ 2 ] | Name                                                     | Bild                                                     | Eintragsdatum        | Lage                                                        | Ort               | Beschreibung |
| ----- | -------------------------------------------------------- | -------------------------------------------------------- | -------------------- | ----------------------------------------------------------- | ----------------- | --- |
| 1     | All Saints Catholic Church                               | All Saints Catholic Church                               | 2000 ID-Nr. 00001478 | 420 North Fremont Street 41° 30′ 25″ N, 94° 19′ 2″ W        | Stuart            | 1908–1910 im neobyzantinischen Stil errichtete katholische Kirche; 1995 durch Feuer zerstört; später als serbisch-orthodoxe Kirche und als Kulturzentrum wieder aufgebaut |
| 2     | John Cretsinger House                                    |                                                          | 1998 ID-Nr. 98001206 | 1363 Burl Lane 41° 48′ 46″ N, 94° 42′ 52″ W                 | Coon Rapids       | 1853 errichtetes Wohnhaus |
| 3     | Roswell and Elizabeth Garst Farmstead Historic District  |                                                          | 2009 ID-Nr. 09000610 | 1390 IA 141 41° 50′ 54,8″ N, 94° 38′ 42,5″ W                | Coon Rapids       | Frühere Farm; heute Sitz der Whiterock Conservancy |
| 4     | Masonic Temple Building                                  | Masonic Temple Building                                  | 1996 ID-Nr. 96000400 | 1311 North 2nd Street 41° 30′ 18″ N, 94° 19′ 7″ W           | Stuart            | 1894 im neuromanischen Stil errichteter Freimaurertempel; heute Bürohaus                                                                                                  |
| 5     | Octagon Barn, Richland Township                          |                                                          | 1986 ID-Nr. 86001433 | Abseits des IA 141 41° 49′ 24″ N, 94° 20′ 10″ W             | Richland Township | 1881 errichtete achteckige Rundscheune |
| 6     | Sexton Hotel                                             | Sexton Hotel                                             | 2013 ID-Nr. 13000924 | 203 East Front Street 41° 30′ 13,8″ N, 94° 19′ 0,3″ W       | Stuart            | |
| 7     | Springbrook State Park, Civilian Conservation Corps Area | Springbrook State Park, Civilian Conservation Corps Area | 1990 ID-Nr. 90001671 | IA 384 Ecke County Highway F25 41° 46′ 38″ N, 94° 27′ 54″ W | Guthrie Center    | In den 1930er Jahren vom CCC angelegte Einrichtungen im Springbrook State Park                                                                                            |

## Frühere Einträge
| [ 2 ] | Name                      | Bild | Eintragsdatum        | Lage | Ort    | Beschreibung                                                 |
| ----- | ------------------------- | ---- | -------------------- | --- | ------ | ------------------------------------------------------------ |
| 1     | Panora-Linden High School |      | 1974 ID-Nr. 74000786 | Abgegrenzt durch Main Street, Market Street, 1st Street und 2nd Street 41° 41′ 38,3″ N, 94° 21′ 51,9″ W | Panora | Im Jahr 1991 abgerissen und 1998 aus dem Register gestrichen |